# Lago Nero (Canavese)
Il lago Nero è un piccolo lago delle colline moreniche eporediesi situato in città metropolitana di Torino, nel comune di Montalto Dora e, in piccola parte nel comune di Borgofranco d'Ivrea.

## Posizione

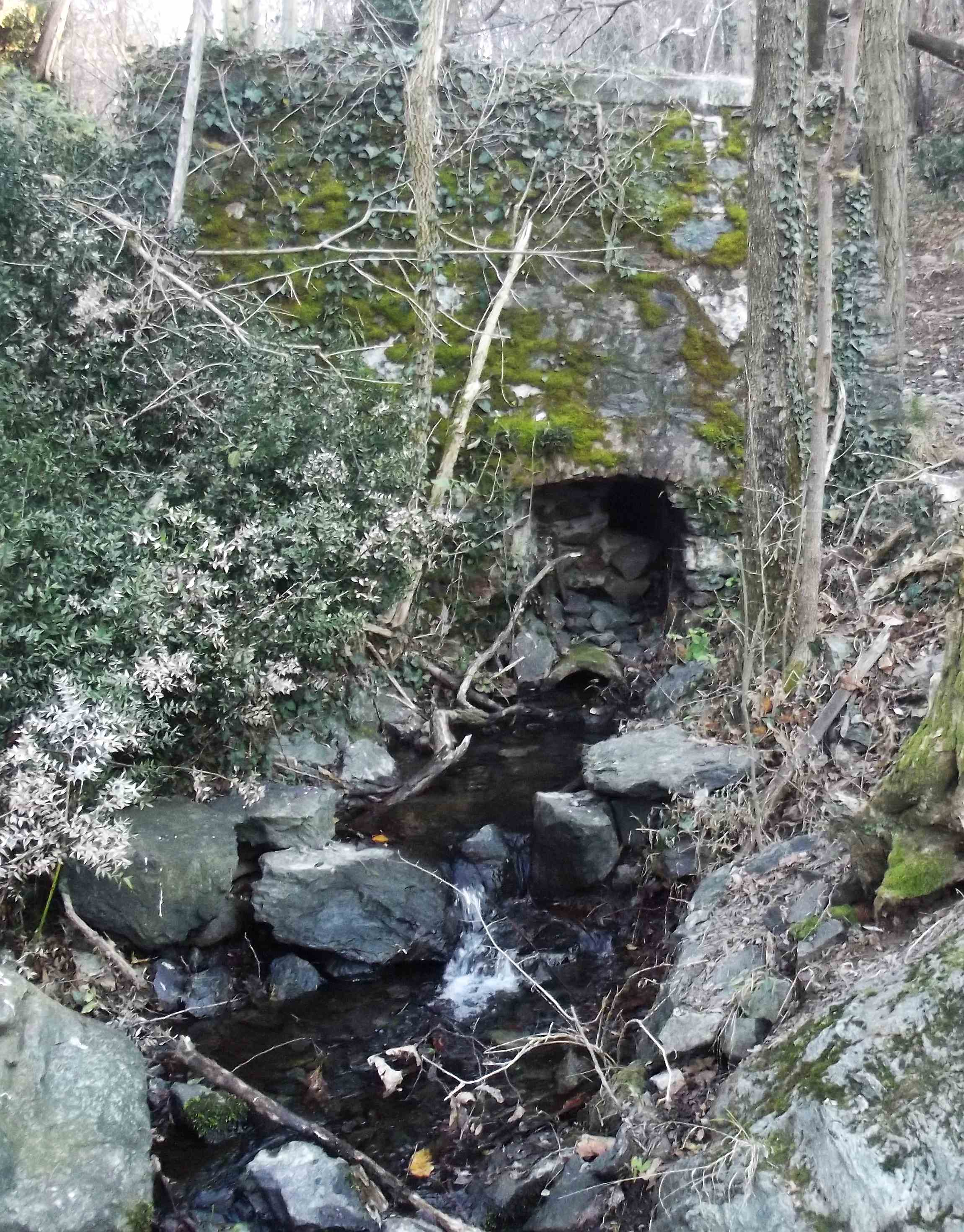
L'uscita del condotto sfioratore.

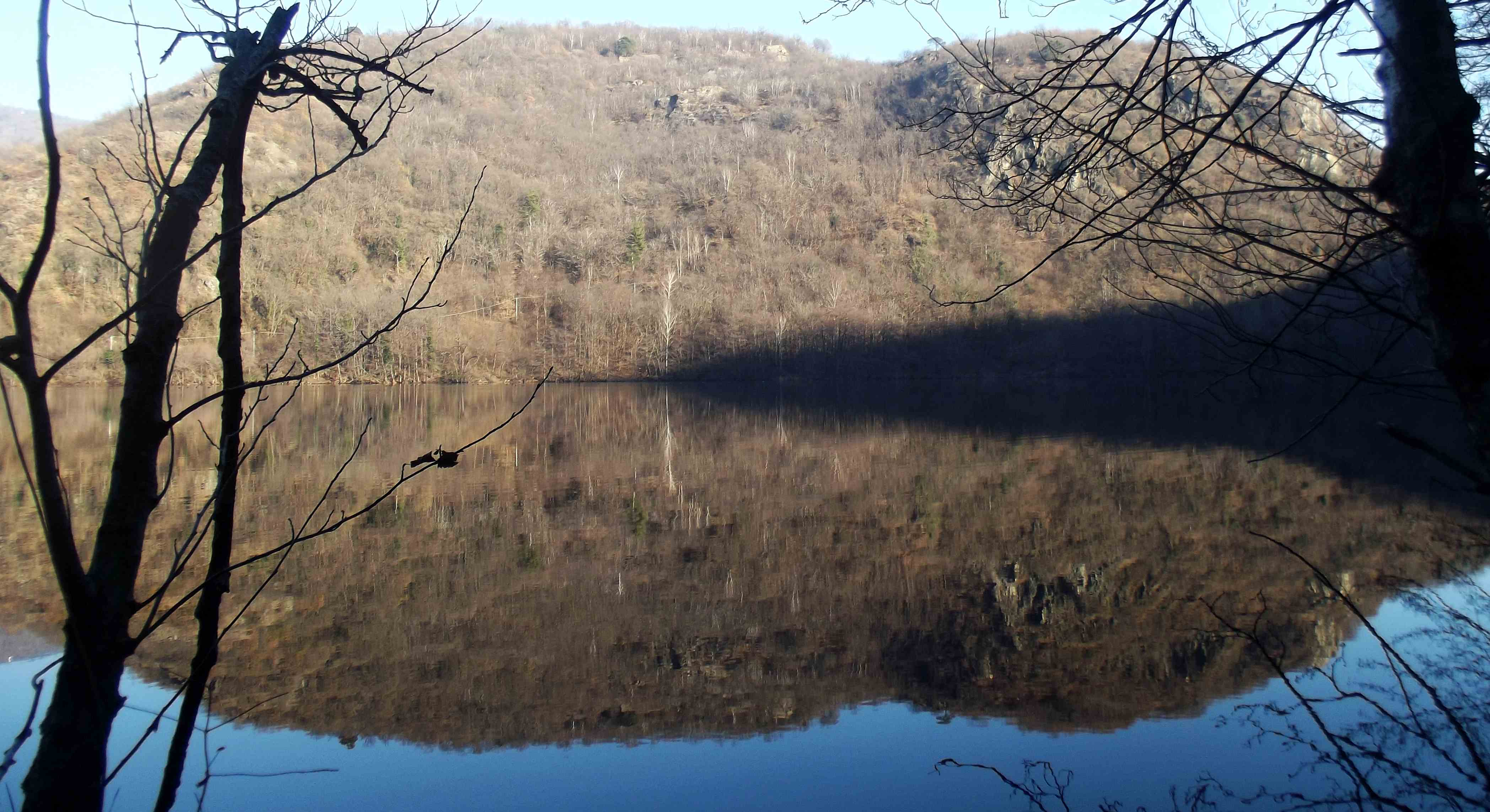
Il Montesino che si specchia nel Lago Nero

La zona è caratterizzata dalla presenza di altri quattro laghi di origine glaciale: Lago Sirio, Lago Pistono, Lago San Michele e Lago di Cascinette. Il lago Nero si trova sul fondo di una conca glaciale, è di forma ellittica, con l'asse maggiore nella direzione di scorrimento del ghiacciaio.

## Protezione della natura
Il lago fa parte del sito di interesse comunitario denominato Laghi di Ivrea (cod.IT1110021), istituito nell'ambito della Direttiva 92/43/CEE (Direttiva Habitat) e designato inoltre come Zona Speciale di Conservazione.

## Escursioni
Un sentiero suggestivo immerso nei boschi permette di effettuare il periplo del lago a piedi o in mountain bike. Il lago e raggiungibile da Montalto Dora tramite il sentiero che arriva dal Lago Pistono, da Borgofranco tramite il sentiero che sale da Pian dei Rumanin e anche da Bienca, in questo caso tramite i sentieri che scendono dal Montesino.